# Maschinen-Traktoren-Station

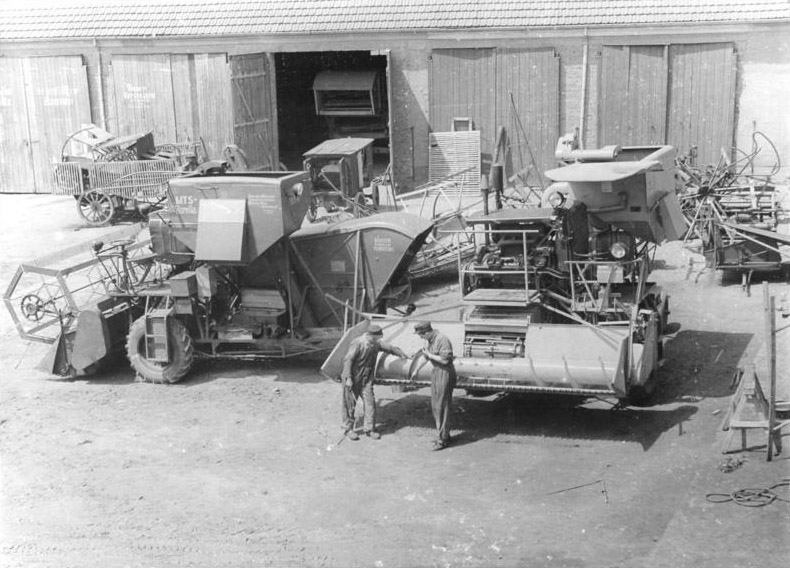
Erntemaschinen auf dem Hof der MTS Barnitz 1955

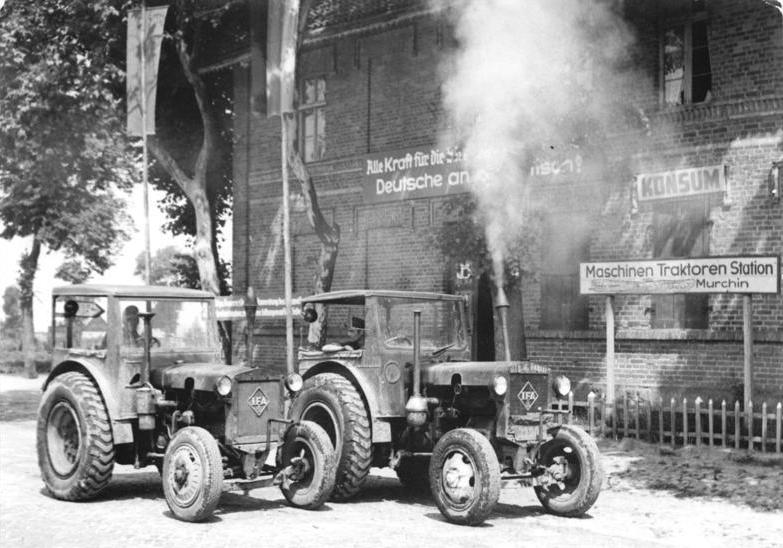
Zwei RS 01 in einer Maschinen-Traktoren-Station in Murchin

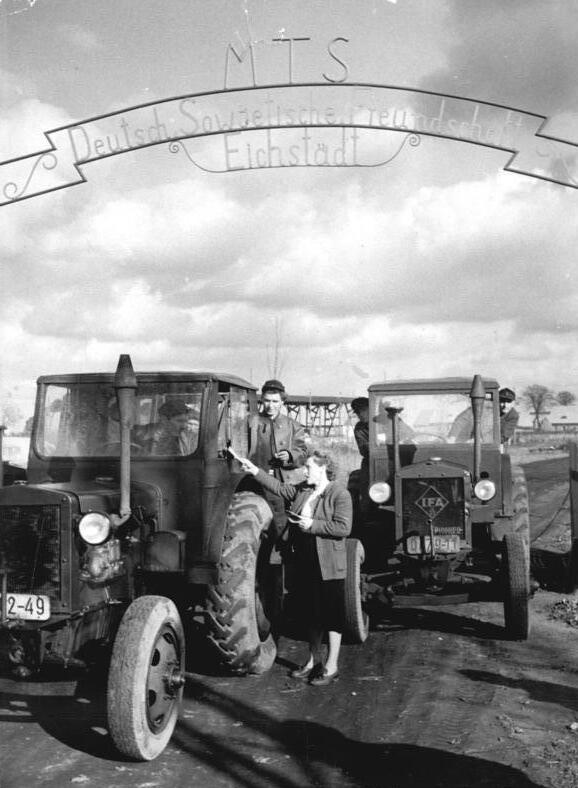
MTS in Eichstädt

Die Maschinen-Traktoren-Stationen (MTS), ab 1964 Kreisbetriebe für Landtechnik (KfL) waren in sozialistischen Ländern Einrichtungen, in denen die Bauern landwirtschaftliche Maschinen und Traktoren zur Nutzung ausleihen konnten. Sie entstanden erstmals in Sowjetrussland ab 1920.

## Maschinen-Traktoren-Stationen in der UdSSR

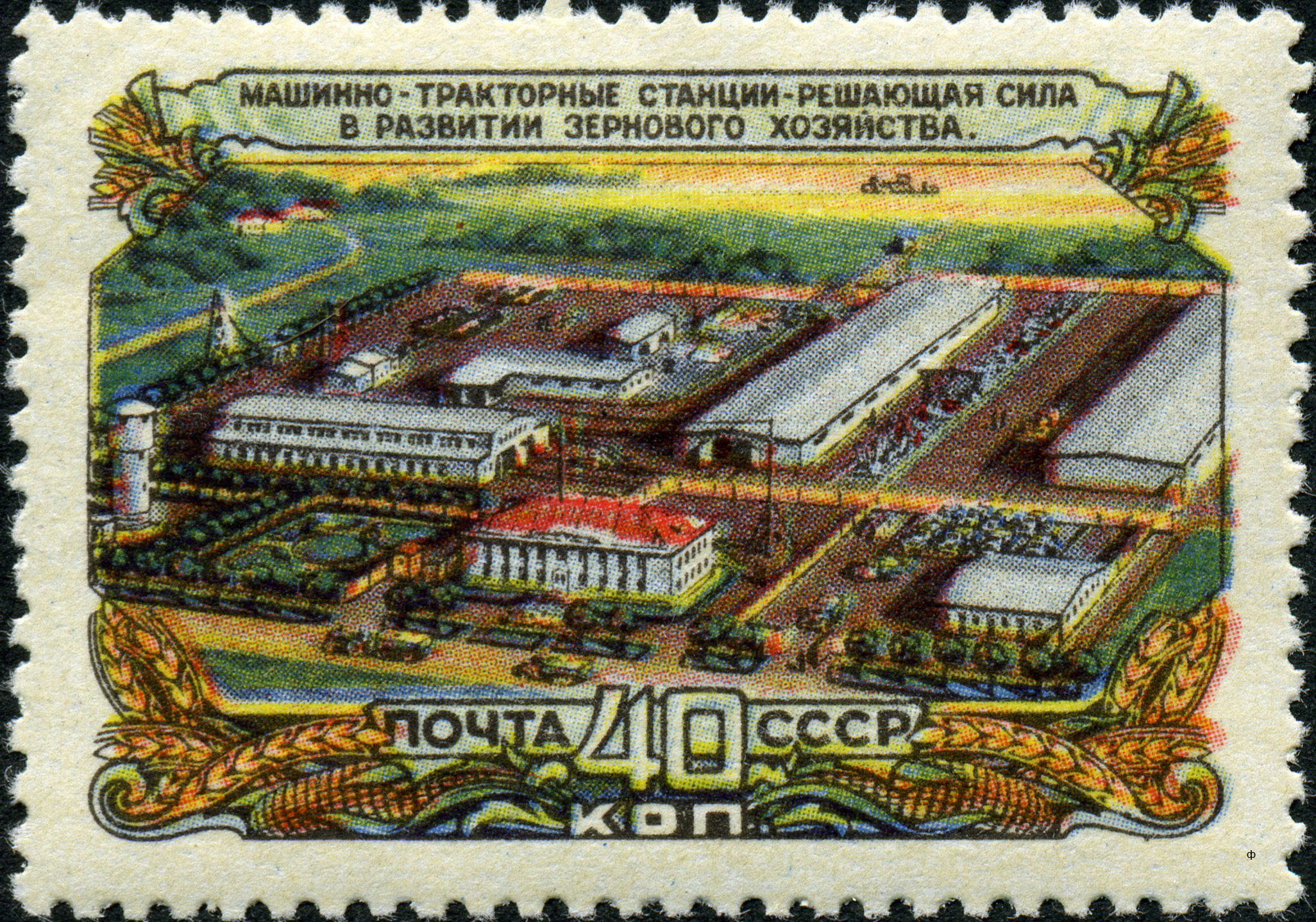
Sowjetische Briefmarke mit einer MTS

Die Maschinen-Traktoren-Stationen (MTS) (russisch машинно-тракторная станция maschinno-traktornaja stanzija, МТС) waren in der Sowjetunion staatliche Einrichtungen. 1927 wurde die erste im Gebiet der Oblast Odessa („Schewtschenkowskaja MTS“) gegründet. Das politische Ziel war, die wenigen vorhandenen Maschinen und die wenigen Fachkräfte für Wartung und Betrieb derselben möglichst effektiv einzusetzen; zugleich ließ sich über den staatlich gesteuerten Einsatz der Klassenkampf auf das Land tragen, indem gezielt Kolchosen und Sowchosen bevorzugt und die zumeist effizienteren privatbäuerlichen Wirtschaften stark benachteiligt resp. ausgeschlossen wurden.
Die Stationen waren für den Einkauf und die spätere Wartung und den Betrieb landwirtschaftlicher Maschinen und Traktoren zuständig. Ideologisch entsprachen sie nicht ganz der Zielsetzung des Kommunismus, da sie eine Form des Besitzes darstellten, welcher der jeweiligen Kolchose als Dorfgemeinschaft gehörte und nicht dem Staat als Gesamtgemeinschaft. Die Stationen wurden mit Personen besetzt, die als „Bollwerk“ der Partei und der Polizei gegen die nach der zwangsweisen Kollektivierung oft nur widerwillig in den Kolchosen arbeitenden Landarbeiter dienten.
Die wichtigsten Brigaden waren die Traktoreneinheiten, denen bis 1932 75.000 Traktoren zur Verfügung gestellt wurden. Entlohnt wurden die Stationen mit Naturalien als einem Teil der Ernte. Es gab dafür die Bezeichnung „natürliche Entlohnung“ (russisch натуральная оплата, натуроплата naturoplata), welche 1933 ungefähr 20 Prozent des Ernteertrags entsprach. Dieser Anteil stieg in den folgenden Jahren noch an.
Die Maschinen-Traktor-Stationen bestanden als Dienstleistungsstationen für mehrere Kolchosen bis 1958. Danach wurden sie in Technische Reparatur-Stationen (russisch ремонтно-техническая станция, РТС) umbenannt. Die neue Benennung setzte sich allerdings nur langsam durch und umgangssprachlich wurde weiter der alte Begriff verwendet. 1972 wurden sie erneut umbenannt in „Regionale Genossenschaften“ („Selchostechnika“) (russisch Сельхозтехника), eine Abkürzung für „landwirtschaftliche Technik“ (russisch сельскохозяйственная техника).
Nach dem Zerfall der Sowjetunion gab es Vorschläge, zur Unterstützung kleinerer Landwirte neue Maschinen-Traktoren-Stationen ähnlich den deutschen Maschinenringen zu gründen.

## Maschinen-Traktoren-Stationen in der DDR

### Maschinen-Ausleih-Stationen
Die Maschinen-Ausleih-Stationen (MAS) wurden 1948 in der Sowjetischen Besatzungszone gegründet, nachdem auf Befehl der Sowjetischen Militäradministration (SMAD) bereits ein Jahr zuvor landwirtschaftliche Geräte im Rahmen der Bodenreform den Großgrundbesitzern durch Enteignung eingezogen und an Neubauern verteilt wurden. Dieser dezentrale Maschinenpark wurde jedoch den neugegründeten MAS zugeführt und stand damit zentral allen kleinen landwirtschaftlichen Betrieben wieder leihweise zur Verfügung. Ziel war es, die Klein- und Mittelbauern von den Großbauern ökonomisch unabhängig zu machen. Zu Anfang waren die MAS gemischt genossenschaftlich-staatlich organisiert. Ab 1950 wurden sie komplett verstaatlicht und ins Volkseigentum überführt.
| Tätigkeit         | 1949    | 1952      |
| ----------------- | ------- | --------- |
| Feldarbeiten      | 73.100  | 2.800.000 |
| Druscharbeiten    | 46.400  | 689.000   |
| Transportarbeiten | 750.000 | 1.500.000 |

Der Gründung vorausgegangen war ein Beschluss der SED. Vorgängerorganisationen waren die Maschinenhöfe und Werkstätten der Vereinigung der gegenseitigen Bauernhilfe. Gegen Entgelt konnten die Landwirte sämtliche Feld- und Transportarbeiten von ihnen erledigen lassen. Die DDR subventionierte die Stationen in erheblichem Umfang, 1950 mit 110 Millionen Deutsche Mark und 1952 sogar mit 169 Millionen. Die Statuten waren von Anfang so ausgelegt, dass größere Betriebe über 20 Hektar stark benachteiligt wurden. Sie hatten nur Anspruch auf den Maschineneinsatz auf ihren Flächen, wenn keine kleineren Landwirte Kapazitäten anforderten und mussten höhere Tarife für dieselbe Leistung bezahlen. Von Anfang an sollten die MAS durch kulturelle Angebote das „politische Bewußtsein“ fördern. Dazu bauten sie Kulturhäuser, in denen Vorträge und kulturelle Veranstaltungen stattfanden. Die Organisation von Filmvorführungen gehörte auch zu ihren Zuständigkeiten.
Nach der Aufstellung des ersten Fünfjahresplans 1951, mit dessen Zielsetzungen die Überlegenheit des sozialistischen Wirtschaftssystems bewiesen werden sollte, wurden sie verstärkt etabliert.

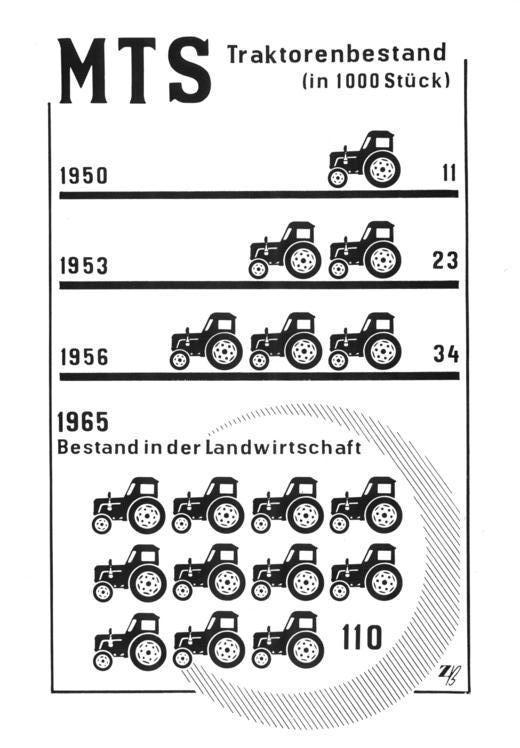
Traktorenbestand der MTS (1959)

### Maschinen-Traktoren-Stationen

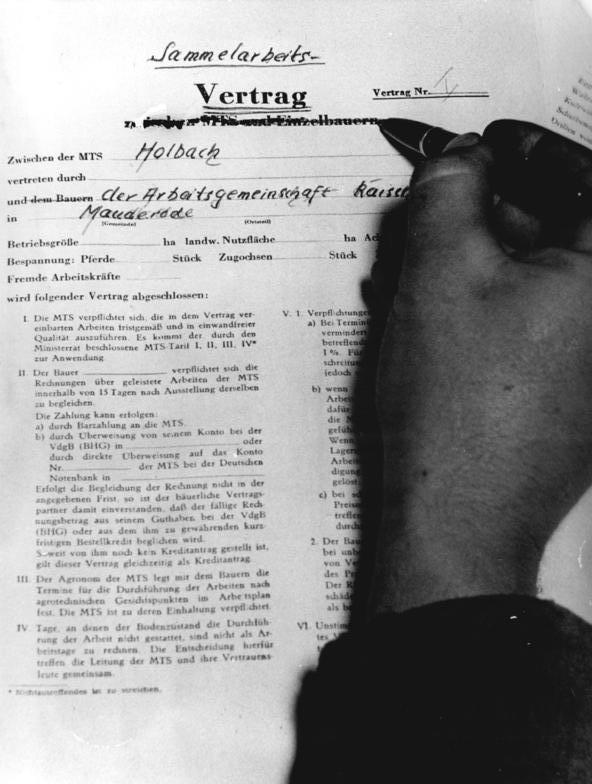
Vertragsabschluss

Mit der Gründung der ersten Landwirtschaftlichen Produktionsgenossenschaften (LPG) 1952 wurden die MAS in Maschinen-Traktoren-Stationen (MTS) umgewandelt. Die LPGen erhielten die Dienste zu niedrigsten Konditionen. Die MTS arbeiteten nicht kostendeckend, und der Staat subventionierte über den Umweg MTS die Landwirtschaft und die LPGen im Besonderen. 1952 mussten die Stationen politische Abteilungen einrichten, die durch Schulungen die Traktoristen auf den „richtigen“ ideologischen Kurs bringen sollten.
Die Maschinen und Traktoren wurden kein Eigentum der Bauern, sondern blieben in der Hand des sozialistischen Staates. Die MTS waren juristisch selbstständige volkseigene Produktionsbetriebe, in denen auch die Traktoristen und anderes Bedienungspersonal für die Technik beschäftigt waren. Die MTS galten als Stützpunkte der Arbeiterklasse auf dem Lande, insofern die Mechaniker in den Werkstätten der MTS – als Arbeiter – die in der Entwicklung ihres Klassenbewusstseins noch nicht so weit vorangeschrittenen Bauern anleiten sollten. Grundlage der Zusammenarbeit zwischen MTS und LPG bildete der zwischen ihnen abgeschlossene Jahresarbeitsvertrag.
Ab Anfang der 1960er Jahre erfolgte systematisch eine Übergabe der Landmaschinen an die Landwirtschaftlichen Produktionsgenossenschaften, was schon vorher als politisches Ziel formuliert war. Die Umwandlung wurde nach der Zwangskollektivierung 1960 verstärkt betrieben. Ein Ziel war es dabei, die meist nicht aus Landwirtsfamilien stammenden Traktoristen in die LPGen zu integrieren und dadurch die „Industrialisierung“ der Landwirtschaft zu beschleunigen. Die MTS wurden 1964 in Kreisbetriebe für Landtechnik (KfL) umbenannt. Deren Aufgabe beschränkte sich mitnichten nur auf die Wartung und Reparaturen der Landmaschinen, denn ihre Bedeutung für die Mechanisierung der Landwirtschaft nahm durch die Entwicklung und Fertigung eigener Produkte (von Anhänger-Zuggabeln bis zu Möhrenerntemaschinen) stets zu.

## Maschinen-Traktoren-Stationen in der Tschechoslowakei
Die Entstehungsgeschichte der Maschinen-Traktoren-Stationen (tschechisch Strojní a traktorová stanice, STS) in der Tschechoslowakei wie auch deren Einsatz wurden – ähnlich wie in den anderen Ostblockstaaten – mit der Kollektivierung der Landwirtschaft eng verbunden. Durch das Gesetz 27/1949 Sb. vom 2. Februar 1949 wurde zuerst eine Zentrale für die Mechanisierung der Landwirtschaft (Ústředí pro mechanisaci zemědělství) errichtet, die dann Maschinenstationen und Maschinenreparaturstellen gründen sollte. Zu den Aufgaben gehörte unter anderem:
- die maschinengestützte Hilfe für die Landwirtschaft zu gewährleisten sowie Reparaturen durchzuführen
- Schulungen des entsprechenden Personals für den Umgang mit Maschinen durchzuführen
- den lokalen Kooperativen JZD (die tschechoslowakische Abwandlung der LPG) jegliche verwaltungsmäßige, technische und ähnliche Hilfe zu bieten

Aus den einzelnen lokalen Einrichtungen der Zentrale für die Mechanisierung der Landwirtschaft sind ab dem 1. Januar 1952 durch die Regierungsanordnung 83/1951 Sb. die Maschinen- und Traktorstationen entstanden (in der juristischen Form národní podnik – n.p., entsprechend dem VEB in der DDR), die letztendlich dem Landwirtschaftsministerium unterstanden. Durch die Regierungsanordnung 94/1953 Sb. vom 27. November 1953 wurden die Stationen schließlich als juristische Personen direkt dem Staatshaushalt untergeordnet. In dieser Form überdauerten sie bis in die 1990er Jahre und wurden privatisiert.